# El Alaméin
El Alamein é um filme de guerra americano de 1953 dirigido por Fred F. Sears e estrelado por Scott Brady, Edward Ashley e Rita Moreno. O filme foi produzido e distribuído pela Columbia Pictures.

## Elenco
- Scott Brady como Joe Banning
- Edward Ashley como Capt. Harbison
- Robin Hughes como Sgt. Alf Law
- Rita Moreno como Jara
- Michael Pate como Sgt. McQueen
- Peter Brocco como Selim
- Peter Mamakos como Cpl. Singh Das
- Ray Page como piloto nazista
- Benny Rubin como motorista egípcio
- Henry Rowland como oficial nazista